# Issiaga Sylla
Issiaga Sylla (Conakry, 1 januari 1994) is een Guinees voetballer die doorgaans als linksback speelt. Hij verruilde Horoya AC in september 2012  voor Toulouse. Sylla debuteerde in 2011 in het Guinees voetbalelftal.

## Clubcarrière
Sylla debuteerde in 2011 voor het Guineese Horoya AC. In 2012 trok hij naar het Franse Toulouse. Op 4 mei 2013 vierde hij zijn debuut voor Toulouse in de Ligue 1 tegen Lille OSC. In het seizoen 2013/14 dwong hij onder Alain Casanova een basisplaats af.

## Clubstatistieken
| Seizoen | Club            | Competitie         | Competitie | Competitie | Competitie | Beker | Beker | Beker | Internationaal | Internationaal | Internationaal | Totaal | Totaal | Totaal |
| Seizoen | Club            | Competitie         | Wed.       | Dlp.       | Ass.       | Wed.  | Dlp.  | Ass.  | Wed.           | Dlp.           | Ass.           | Wed.   | Dlp.   | Ass.   |
| ------- | --------------- | ------------------ | ---------- | ---------- | ---------- | ----- | ----- | ----- | -------------- | -------------- | -------------- | ------ | ------ | ------ |
| 2011/12 | Horaya AC       | Guinée Championnat | ?          | ?          | ?          | ?     | ?     | ?     | 1              | 0              | 0              | 1      | 0      | 0      |
| 2012/13 | Toulouse FC     | Ligue 1            | 4          | 1          | 0          | 0     | 0     | 0     | —              | —              | —              | 4      | 1      | 0      |
| 2013/14 | Toulouse FC     | Ligue 1            | 32         | 3          | 1          | 4     | 1     | 0     | —              | —              | —              | 36     | 4      | 1      |
| 2014/15 | Toulouse FC     | Ligue 1            | 12         | 1          | 1          | 0     | 0     | 0     | —              | —              | —              | 12     | 1      | 1      |
| 2015/16 | → GFC Ajaccio   | Ligue 1            | 34         | 0          | 4          | 4     | 0     | 0     | —              | —              | —              | 38     | 0      | 4      |
| 2016/17 | Toulouse FC     | Ligue 1            | 27         | 1          | 1          | 3     | 0     | 1     | —              | —              | —              | 30     | 1      | 2      |
| 2017/18 | Toulouse FC     | Ligue 1            | 25         | 1          | 3          | 3     | 1     | 0     | —              | —              | —              | 28     | 2      | 3      |
| 2018/19 | Toulouse FC     | Ligue 1            | 24         | 2          | 0          | 4     | 0     | 2     | —              | —              | —              | 28     | 2      | 2      |
| 2019/20 | Toulouse FC     | Ligue 1            | 28         | 0          | 2          | 1     | 0     | 0     | —              | —              | —              | 29     | 0      | 2      |
| 2020/21 | → RC Lens       | Ligue 1            | 20         | 1          | 0          | 1     | 0     | 0     | —              | —              | —              | 21     | 1      | 0      |
| 2021/22 | Toulouse FC     | Ligue 2            | 25         | 0          | 2          | 1     | 0     | 0     | —              | —              | —              | 26     | 0      | 2      |
| 2022/23 | Toulouse FC     | Ligue 1            | 17         | 0          | 0          | 1     | 0     | 0     | —              | —              | —              | 18     | 0      | 0      |
| 2022/23 | Montpellier HSC | Ligue 1            | 10         | 1          | 3          | 0     | 0     | 0     | —              | —              | —              | 10     | 1      | 3      |
| Totaal  | Totaal          | Totaal             | 258        | 11         | 17         | 22    | 2     | 3     | 1              | 0              | 0              | 281    | 13     | 20     |

## Interlandcarrière
Sylla debuteerde in 2011 in het Guinees voetbalelftal in een vriendschappelijke wedstrijd tegen Venezuela.
2 Nicolaisen ·
3 McKenzie ·
4 Cresswell ·
5 Genreau ·
6 Akdağ ·
7 Aboukhlal ·
8 Sierro  ·
9 Magri ·
10 Gboho ·
12 Kamanzi ·
13 King ·
15 Dønnum ·
17 Suazo ·
19 Sidibé ·
20 Schmidt ·
21 Zajc ·
23 Cásseres ·
30 Domínguez ·
50 Restes ·
80 Babicka ·
Coach: Martínez